# Deelgebieden van Sao Tomé en Principe

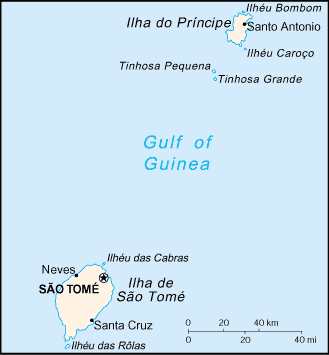
Kaart van Sao Tomé en Principe

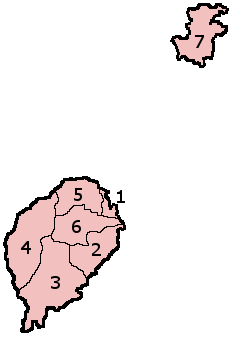
Districten van Sao Tomé en Principe.

De Afrikaanse eilandstaat Sao Tomé en Principe bestaat uit twee informele provincies en zeven districten. De zeven districten zijn weer verder opgedeeld in achttien subdistricten. In dit artikel worden de gebruikte cijfers overgenomen van het Santomees nationaal statistisch instituut en van de volkstelling uit 2012. Voor 2019 is een schatting gebruikt.

## Provincies
| Provincie | Hoofdstad     | Opp. (km²) | Inw. (2012) | Inw. (2019) | Bev. dichtheid (/km²) |
| --------- | ------------- | ---------- | ----------- | ----------- | --------------------- |
| Sao Tomé  | Sao Tomé      | 859,0      | 179.814     | 197.390     | 209                   |
| Principe  | Santo António | 142,0      | 7.542       | 8.610       | 53                    |

## Districten
| #                  | District           | Hoofdstad              | Opp. (km²)         | Inw. (2012)        | Inw. (2019)        | Bev. dichtheid (/km²) | Kamerzetels        |
| Provincie Sao Tomé | Provincie Sao Tomé | Provincie Sao Tomé     | Provincie Sao Tomé | Provincie Sao Tomé | Provincie Sao Tomé | Provincie Sao Tomé    | Provincie Sao Tomé |
| ------------------ | ------------------ | ---------------------- | ------------------ | ------------------ | ------------------ | --------------------- | ------------------ |
| 1                  | Água Grande        | Sao Tomé               | 16,5               | 73.091             | 79.200             | 4.430                 | 13                 |
| 2                  | Cantagalo          | Santana                | 119,0              | 18.194             | 19.800             | 153                   | 7                  |
| 3                  | Caué               | São João dos Angolares | 267,0              | 6.887              | 7.390              | 26                    | 5                  |
| 4                  | Lembá              | Neves                  | 229,5              | 15.370             | 16.600             | 67                    | 6                  |
| 5                  | Lobata             | Guadalupe              | 105,0              | 20.007             | 22.500             | 191                   | 6                  |
| 6                  | Mé-Zóchi           | Trindade               | 122,0              | 46.265             | 51.900             | 379                   | 13                 |
| Provincie Príncipe |                    |                        |                    |                    |                    |                       |                    |
| 7                  | Pagué              | Santo António          | 142,0              | 7.542              | 8.610              | 53                    | 5                  |

## Bevolkingsontwikkeling
| Absoluut | Relatief |